# Digitaria remotigluma
Digitaria remotigluma là một loài thực vật có hoa trong họ Hòa thảo. Loài này được (De Winter) Clayton mô tả khoa học đầu tiên năm 1974.